# Goya - oder Der arge Weg der Erkenntnis
Goya - oder Der arge Weg der Erkenntnis è un film del 1971 diretto da Konrad Wolf sulla vita del pittore spagnolo Francisco Goya, tratto dal romanzo omonimo di Lion Feuchtwanger.

## Riconoscimenti
- 1971 - Moscow International Film Festival
  - Candidato al Premio Speciale (Konrad Wolf)